# Karl Kreutzberg
Pour les articles homonymes, voir Kreutzberg.
Karl Kreutzberg, né le 15 février 1912 à Düren et mort le 13 août 1977 dans la même ville, est un joueur allemand de handball qui a participé aux Jeux olympiques d'été de 1936.
Il faisait partie de l'équipe allemande de handball de plein air, qui a remporté la médaille d'or. Il a joué deux matches dont la finale au poste de gardien. Après la guerre, il a vécu à Düren en Rhénanie-du-Nord-Westphalie. 

## Source de la traduction
- (en) Cet article est partiellement ou en totalité issu de l’article de Wikipédia en anglais intitulé « Karl Kreutzberg » (voir la liste des auteurs).